# Тузлукуш
Тузлуку́ш (рос. Тузлукуш, башк. Туҙлыкыуыш) — село у складі Белебеївського району Башкортостану, Росія. Адміністративний центр Тузлукушівської сільської ради.
Населення — 355 осіб (2010; 346 в 2002).
Національний склад:
- башкири — 74 %